# Kloster Țipova

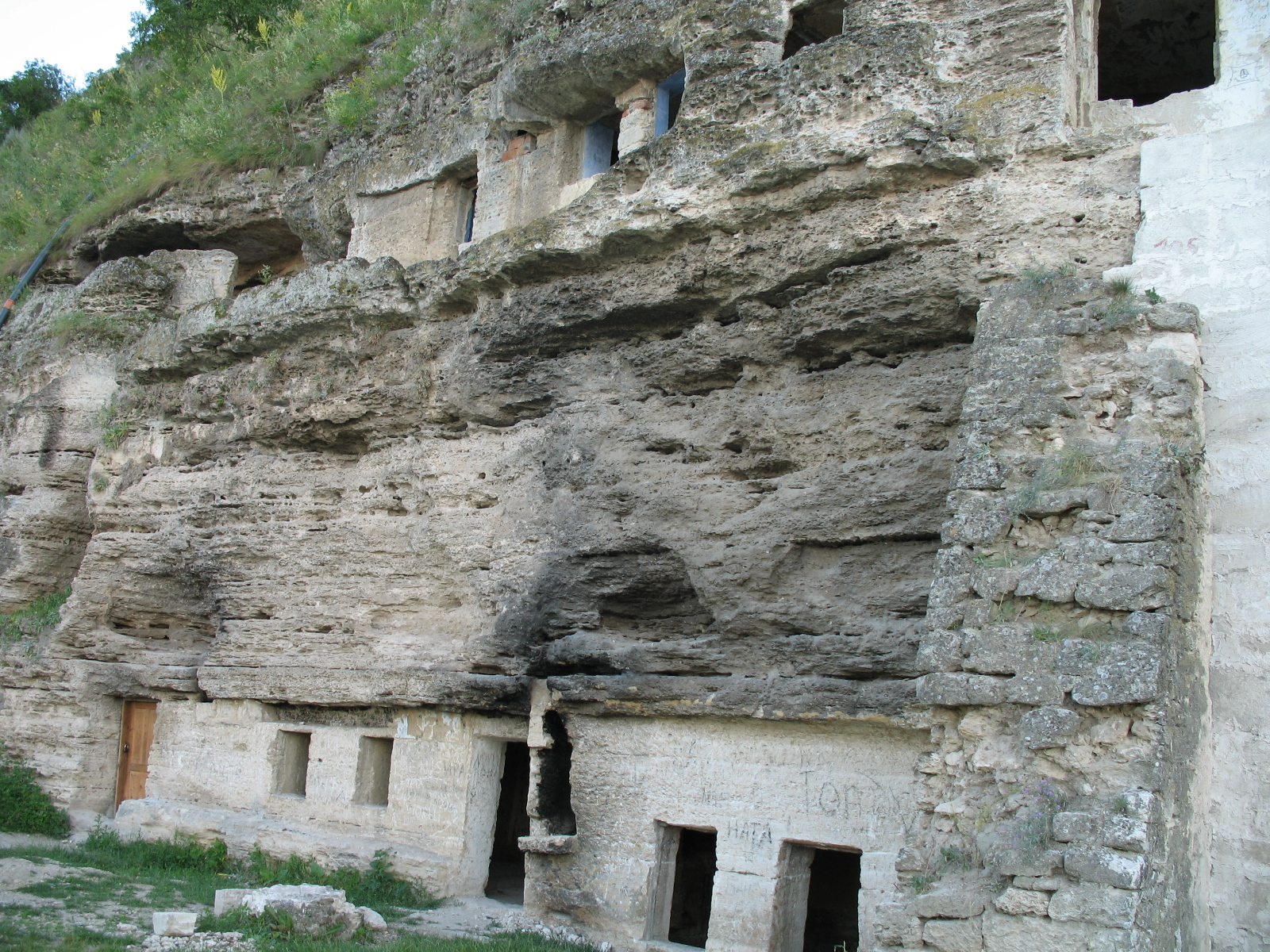
Felshöhlen des Klosters

Das Kloster Țipova (rumänisch Mănăstirea Țipova), auch Uspenski-Kloster genannt, ist ein im 18. Jahrhundert neu gegründetes Kloster der Moldauisch-Orthodoxen Kirche im Rajon Rezina im Nordosten der Republik Moldau. Unterhalb der heutigen Kirche gehören in den Kalkfelsen am Ufer des Dnister eingemeißelte Wohnhöhlen zum Kloster. Die ältesten der unter Denkmalschutz stehenden Felshöhlen wurden im Mittelalter von Eremiten angelegt.

## Lage
Koordinaten: 47° 36′ 12,9″ N, 28° 59′ 6,7″ O
| Kloster Țipova |

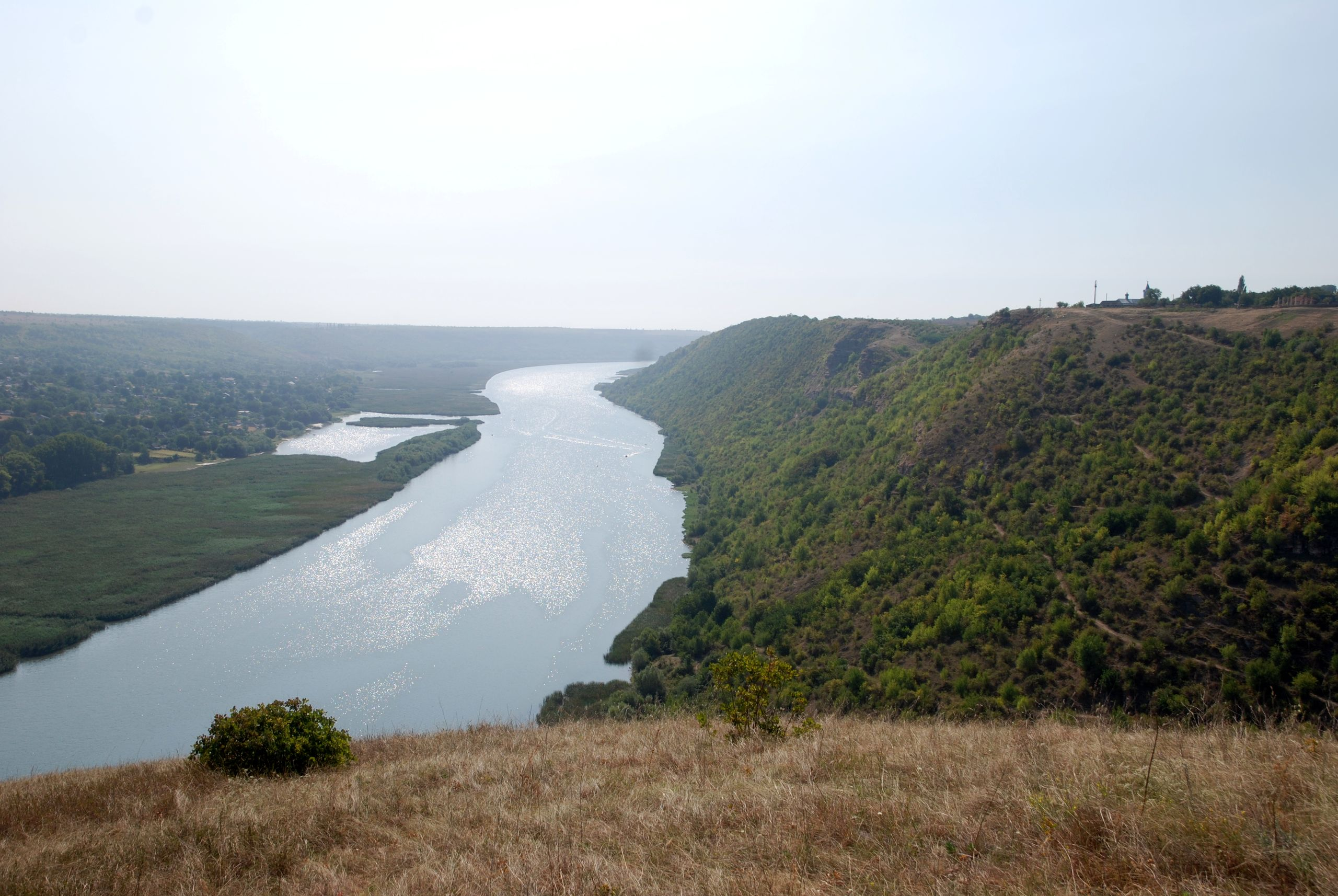
Dnister flussabwärts nach Süden über die Țipova-Schlucht. Rechts oben die Klosterkirche, im Hintergrund am Steilhang die Felshöhlen

Das Kloster Țipova liegt am rechten (westlichen) Ufer des Dnister (rumänisch Nistru) etwa 17 Kilometer Luftlinie südlich der Stadt Rezina, welche durch den Dnister von Rîbnița auf der transnistrischen Seite getrennt ist. Von Rezina führt eine Straße am Fluss entlang acht Kilometer nach Süden zum Kloster Saharna, dem am nächsten zu Țipova gelegenen Kloster, das von Pilgern sehr verehrt wird. Wenige Kilometer südlich von Saharna endet der flache Uferbereich und der Fluss fließt an seiner Westseite am Steilabfall einer Hügelkette entlang, die ein Weiterkommen auch zu Fuß am Ufer verhindert. Die Fahrstraße führt vom Kloster Saharna durch das Dorf Saharna Noua nach Westen bis zur größeren Straße R20, die Rezina mit Orhei verbindet. Die direkte Zufahrt nach Țipova zweigt wenig südlich von der R20 ab und führt an den Dörfern Mincenii de Jos und Horodiște vorbei bis zum Dorf Lalova, das wieder am Dnister gelegen ist. Halbwegs zwischen Horodiște und Lalova zweigt nach Norden eine drei Kilometer lange Schotterstraße zum Kloster Țipova ab. Von Orhei ist Țipova 30 Kilometer und von der Landeshauptstadt Chișinău 100 Straßenkilometer entfernt.
Die Landschaft im Norden Moldaus mit Höhen zwischen 300 und 400 Metern ist flachwellig, weitläufig und besteht ursprünglich aus einer Waldsteppe, in der Gräser, Büsche und niedrige Laubbäume wachsen. Bis auf kleinere Waldinseln herrschen Felder mit Getreide und Sonnenblumen vor. Nur die Flussläufe und Seitentäler des Dnister und des Răut bieten natürliche Rückzugsräume, die sich zur Anlage von Klöstern eigneten. Manche der im 17. und 18. Jahrhundert gegründeten Klöster gehen auf spätmittelalterliche Wohnhöhlen von Eremiten zurück, die es außer bei den Klöstern Țipova und Saharna unter anderem beim Kloster Călărășeuca weiter nördlich am Dnister und in Orheiul Vechi am Răut gab.

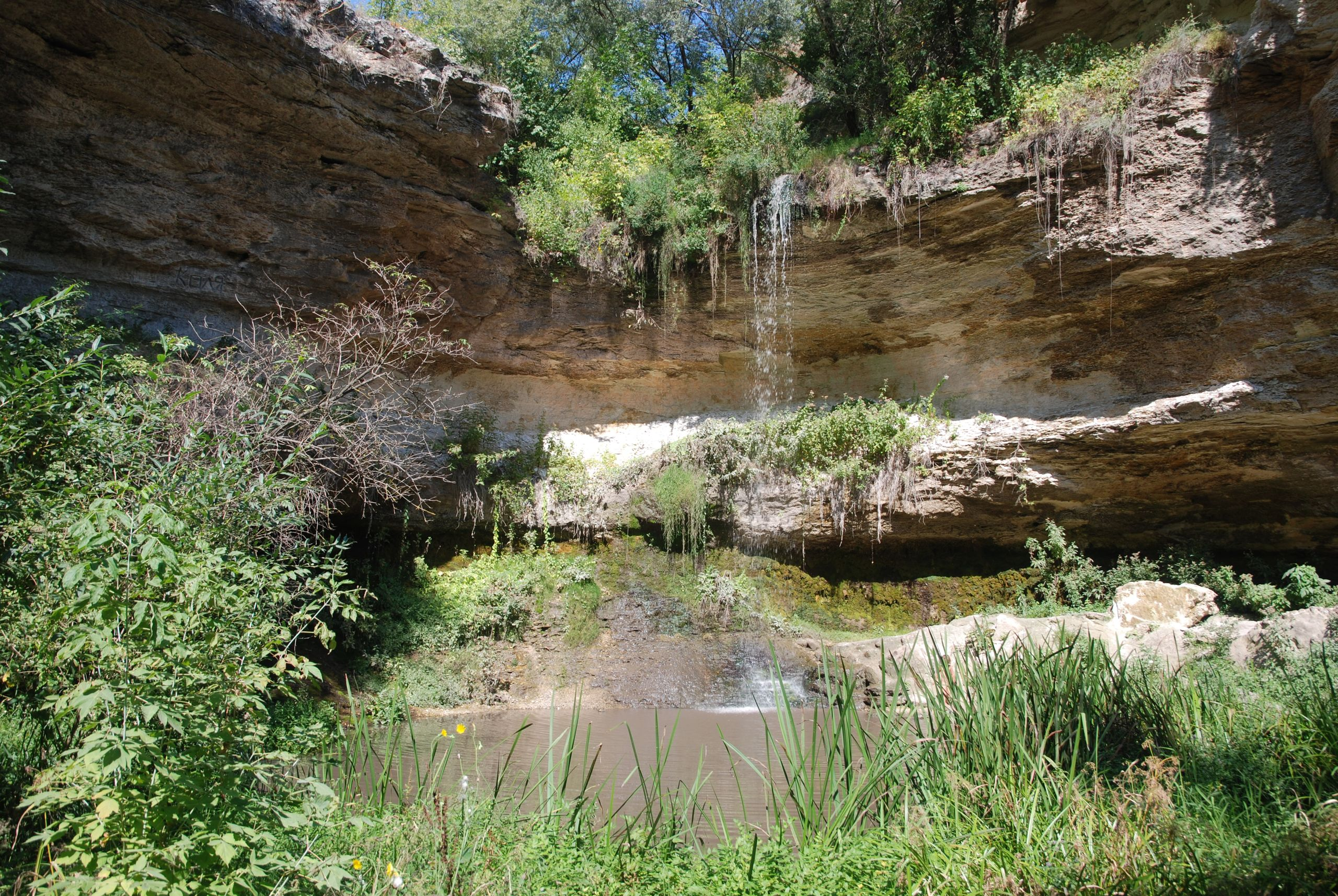
Moldaus größter Wasserfall im Sommer

Das aus wenigen Häusern bestehende Dorf Țipova am Ende der Fahrstraße liegt auf der Ebene über dem 150 bis 200 Meter hohen Steilabfall zum Dnister und an der Südseite der Țipova-Schlucht, die vom Dnister landeinwärts bis ungefähr zum Dorf Horodiște verläuft. Bei der Volkszählung 2004 lebten 314 fast ausschließlich moldauische Einwohner im Ort.
Von der Kirche am Ortsrand führt ein Weg in Serpentinen in die Schlucht hinunter bis zur Mündung des kleinen Țipova-Baches. Nach Osten führt von der Kirche ein Fußpfad wenige 100 Meter bis zu den Höhlen des Felsenklosters, die sich am Steilhang in einer Höhe von 90 bis 100 Meter über dem Dnister befinden. 
Die malerische, üppig grüne Țipova-Schlucht ist ein 306 Hektar großes Naturreservat und stellt eine landschaftliche Besonderheit für ganz Moldau dar. Mehrere Quellen im Tal und an den Hängen speisen den Bach, der durch dichtes Gehölz fließt und im unteren Bereich verschilft ist. Ein Drittel der Fläche ist mit Eichen, Ahornen und sonstigen Laubbäumen bewaldet. Die Wiesen in der Talsohle sind stellenweise sumpfig. An den trockenen Grashängen der Schlucht wachsen Haselnussbüsche, Weißdorne, Berberitze und andere Büsche und Sträucher. Ein Pfad schlängelt sich am Bach entlang und erreicht nach zwei Kilometern in einem Talkessel den mit 16 Metern höchsten Wasserfall Moldaus. Von Horodiște existiert ein kürzerer Pfad zum Wasserfall. Das Kloster Saharna ist ohne durchgängigen Weg rund zehn Kilometer vom Wasserfall entfernt. Von einer dakischen Festung aus vorchristlicher Zeit am südlichen Talhang sind die Reste von Grundmauern zu erahnen. Die alten Siedlungsspuren, die im Frühjahr üppig blühende und auch in den trocken-heißen Sommermonaten feucht-grüne Vegetation haben zur Legendenbildung beigetragen. Ein Gespenst in Gestalt eines schwarzen Mönchs soll nachts durch die Felshöhlen schleichen und – ebenso phantasievoll, der mythische Sänger Orpheus soll in der Gegend seine letzten Lebensjahre verbracht haben. Sein Grab wird in einer Felsnische am Teich, den der Wasserfall bildet, vermutet.

## Geschichte

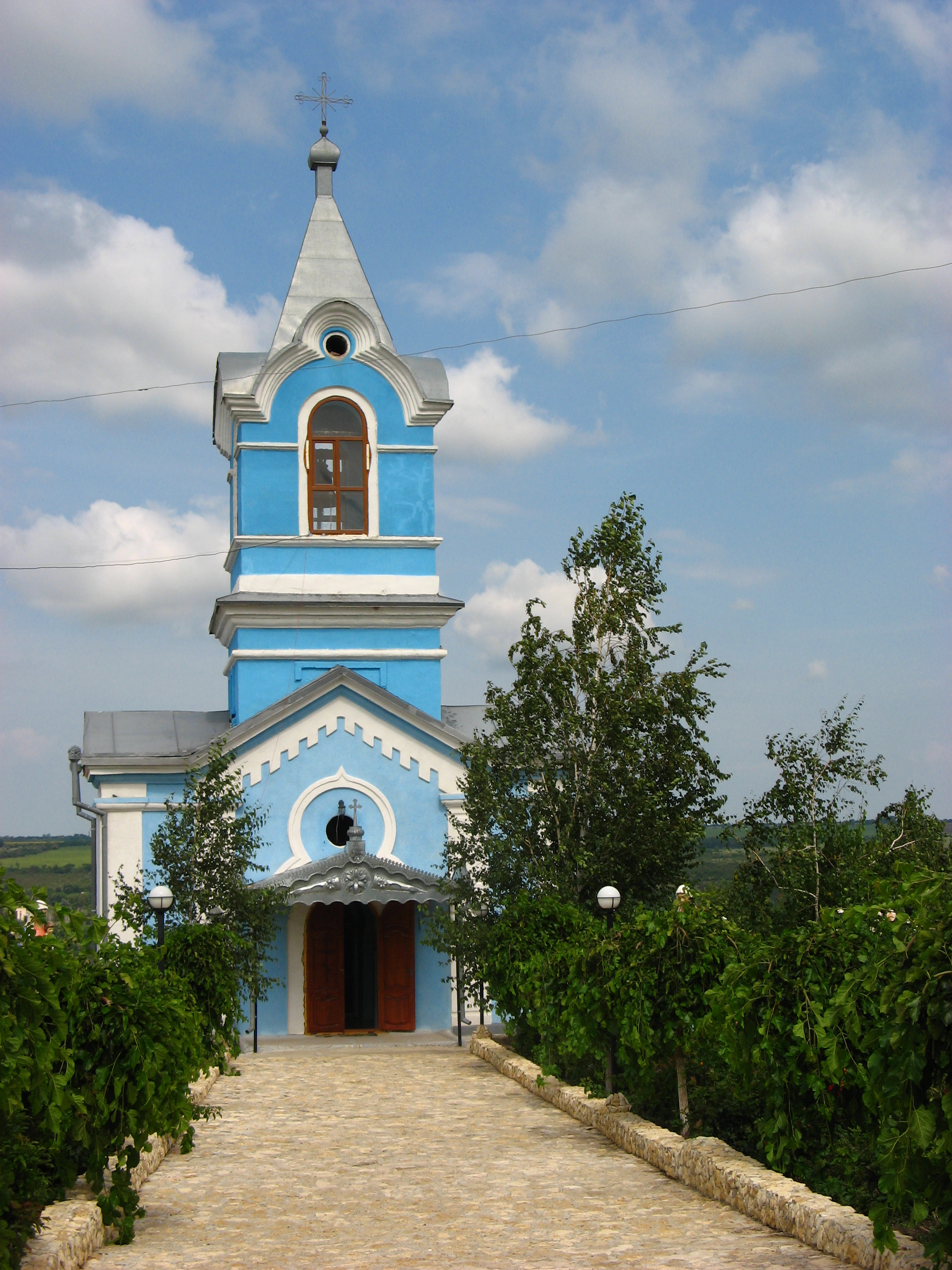
Klosterkirche von 1912

Die in den Kalksteinfelsen über dem Dnister angelegten Höhlenwohnungen sind vermutlich die ältesten Mönchshöhlen Moldaus. Die ersten Höhlen dienten zwischen dem 11. und dem 15. Jahrhundert als Rückzugsort vor den muslimischen Tataren. Im 14./15. Jahrhundert kam eine Höhlengruppe mit der Felskirche St. Nikolai hinzu. Die dritte Gruppe von Höhlen stammt aus dem 16. bis 18. Jahrhundert. Die zu den Höhlen führenden Pfade wurden erst im 18. Jahrhundert verbreitert. Ursprünglich waren sie schmal und konnten bei Angriffen zerstört werden, sodass der Zugang dann nur noch über Strickleitern vom Fluss möglich war. Die dritte Höhlengruppe, die zum Felsenkloster gehört, besteht aus 18 in drei Ebenen in den Fels eingetieften Räumen, die durch Gänge und Treppen miteinander verbunden sind. Im unteren Bereich wurde das Wasser einer Quelle für den Fall einer Belagerung gesammelt.
Nach einer Legende soll der Nationalheld Ștefan cel Mare, Woiwode des Fürstentums Moldau, 1478 im Kloster Țipova seine dritte Ehefrau Maria Voichița, Tochter des walachischen Fürsten Radu cel Frumos, geheiratet haben. Im 18. Jahrhundert wurden die Höhlen, nachdem sie zuvor verlassen waren, renoviert und neu bewohnt. Das Dorf Țipova taucht erstmals 1764 in einer Urkunde auf. Der Mönch Bartolomeu Ciungu (1739–1798), Gründer des Klosters Saharna, ließ 1776 die Einsiedelei und die Mönchszellen restaurieren.
Zwischen 1842 und 1919 lebten nur wenige Mönche als Einsiedler in den Höhlen, die dem Kloster Saharna unterstellt waren. Im Jahr 1912 wurde die freistehende Kirche beim Dorf auf Veranlassung des Mönchs Inocențiu auf älteren Resten neu aufgebaut. Zur Wirkungszeit des Archimandriten Sofroni Neaga erlangte das Kloster 1919 die Eigenständigkeit von Saharna. Es heißt, dass 1940 der Prophet Bucur im Kloster lebte und barfuß durch den Schnee spazierte. Zur Zeit der Moldauischen SSR wohnten zwischen 1949 und 1994 keine Mönche im Kloster. Während in der sowjetischen Zeit Anfang der 1960er Jahre alle Klöster geschlossen, deren Gebäude geplündert und zweckentfremdet wurden, erhielten die Höhlen von Țipova wenigstens den Status als geschütztes Denkmal, auch wenn nichts für ihren Schutz unternommen wurde. Nach der Gründung des unabhängigen Staates Moldau (1991) wurde das Kloster ab 1994 restauriert. Es besteht heute aus der am Ortsrand gelegenen Kirche und einigen Felshöhlen, die wohnlich eingerichtet und beheizbar sind. Die Kirche ist von einem Klostergarten umgeben, zu dem noch ein Wohn- und Wirtschaftsgebäude gehört.